# Demivierge
Demivierge [dmi-viä'rsch] (fr. av demi, "halv-", och vierge, "jungfru"), "halvjungfru", ett av den franske författaren Marcel Prévost infört ord, betecknande en ung flicka, som visserligen är fysiologiskt intakt, men genom dåligt sällskap och oblyg kurtis mist sin sinnesrenhet.